# LHeC
Der LHeC (Kurzform für Large Hadron-Electron Collider) ist ein Beschleunigerprojekt, das den existierenden LHC-Speichering – den gegenwärtig leistungsfähigsten Beschleuniger am CERN-Forschungsinstitut in Genf – nicht nur in der Leistungsstärke, sondern auch im Spektrum der untersuchten Zusammenstöße wesentlich erweitern soll: Statt der Hadron-Hadron-Zusammenstöße wie bisher sollen wie beim stillgelegten Hamburger Elektron-Proton-Beschleuniger HERA  auch Proton-Elektron-Stöße untersucht werden können. Dies ist z. B. für die Untersuchung des Higgs-Bosons vielversprechend.
Das Konzept des LHeC besteht im Wesentlichen darin, den bestehenden LHC-Ring durch zwei tangential zu diesem angeordnete supraleitende Elektron-Linearbeschleuniger der Länge 1008 m zu ergänzen. Zusätzlich zu den beiden gegenläufigen Proton-Strahlen (oder Schwerionen-Strahlen) des LHC können dann Elektron-Strahlen auf 60 GeV beschleunigt werden. Anschließend kann der Elektronenstrahl wieder „entschleunigt“ werden, sodass die Energie wieder zurückgewonnen wird („energy recovery linac“, ERL). Es ist vorgesehen, gleichzeitig Elektron-Proton-Daten und wie bisher Proton-Proton-Daten aufzuzeichnen.